# Painbastard
Painbastard est un groupe allemand de futurepop et aggrotech, originaire de Leipzig. 

## Histoire
Alex P. commence à jouer de la musique expérimentale au synthétiseur en 1995. Peu après, il ajoute quelques effets à ses instruments, ce qui lui permet d'enregistrer ses premières chansons sur CD. Cela lui donne l'occasion de jouer en première partie de Tanzwut, Blind Passengers et Dance or Die.
Au milieu de l'année 2000, Alex sort son premier CD promotionnel, Just Like Dying, et le deuxième, Mindevolution, en 2001. Avec son troisième CD promo Skin on Fire, Alex éveille l'intérêt d'Accession Records. Le premier album, Skin on Fire, sort dans les magasins en 2003, bien qu'avec un léger retard dû à l'inondation du siècle,. En 2005, Alex produit l'album Overkill. Il est suivi par son premier EP Storm of Impermanence,,, qui se hisse à la troisième place du DAC.
Alex effectue sa première tournée en Allemagne avec Suicide Commando et le groupe Insekt. Puis fin 2006, ils produisent l'album No Need to Worry, sur lequel Torben Wendt de Diorama chante, et sur lequel des remixes de Feindflug et C. Hermodsson de S.P.O.C.K./Biomekkanik. Un an plus tard, ils produisent Klangfusion Vol. 1 avec SITD, un double EP avec lequel ils effectuent ensuite une tournée en Allemagne. Après cette tournée, l'album Borderline sort. 

## Discographie

### Albums studio
- 2001 : Mindevolution
- 2003 : Skin on Fire
- 2005 : Overkill
- 2006 : No Need to Worry
- 2007 : Klangfusion
- 2007 : Borderline
- 2010 : Kriegserklärung

### EP
- 2005 : Storm of Impermanence